# Gamle Oslo
Gamle Oslo est l'un des 15 districts (bydeler) de la ville d'Oslo, en Norvège, dont le nom signifie « Vieil Oslo ».
Ce district représente une aire totale de 7,45 km2 et une population de 34 410 habitants (en 2004).
On y trouve le Musée Edvard Munch, le Jardin botanique d'Oslo et un parc médiéval.
Au temps où Oslo s'appelait Christiania, cette partie de la ville portait le nom d'Oslo.
Les quartiers de la ville qui appartiennent à ce district sont :
- Grønland ;
- Tøyen ;
- Vålerenga ;
- Kampen ;
- Gamlebyen ;
- Ensjø ;
- Etterstad ;
- Valle-Hovin ;
- Helsfyr ;
- Ekebergskråningen.

Il comprend également des îles de l'Oslofjord (fjord d'Oslo) : Kavringen, Nakholmen, Lindøya, Hovedøya, Bleikøya, Gressholmen, Rambergøya, Langøyene et Heggholmen.

## Sources et références
- (en) Cet article est partiellement ou en totalité issu de l’article de Wikipédia en anglais intitulé « Gamle Oslo » (voir la liste des auteurs).